# توربيورن كلاوسن
توربيورن كلاوسن (بالنرويجية البوكمول: Torbjørn Clausen)‏ (11 مارس 1931 – 23 ديسمبر 2001) هو ملاكم نرويجي راحل، مثّل بلاده في الألعاب الأولمبية الصيفية 1952.

## روابط خارجية
توربيورن كلاوسن على موقع أوليمبيديا (الإنجليزية)